# Rodrigo Madrigal Nieto
Rodrigo Madrigal Nieto (San José, 1924-2006) fue un político, abogado y periodista costarricense.

## Biografía
Hijo de Felipe Madrigal y Carmen Nieto Casabo. Contrajo nupcias con Miriam Faith Castro, con quien tuvo cuatro hijos: Rodrigo Eduardo, Carmen Eugenia, Georgina y Ana Victoria. Se graduó en el Liceo de Costa Rica en 1941 y luego de licenciado en Leyes en la Escuela de Derecho de la Universidad de Costa Rica. Fue presidente de la Federación de Estudiantes de la Universidad y participó activamente en política desde su época de estudiante. Figura señera del campo del periodismo, fue director del diario La República y presidió la Sociedad Interamericana de Prensa. Publicó numerosos artículos en revistas y periódicos.
Fue Diputado por la provincia de San José de 1978 a 1982 y Presidente de la Asamblea Legislativa de Costa Rica de 1978 a 1979. De 1986 a 1990 fue Ministro de Relaciones Exteriores y Culto y desarrolló una activa labor en pro de la pacificación y democratización de la región centroamericana. Presidió la Asamblea General de la OEA en 1987. Ha recibido numerosas condecoraciones, entre ellas la Legión de Honor de Francia.
Promovió la creación de la Fundación para la Paz y la Democracia (FUNPADEM), de la que fue Presidente desde su creación en 1988 y durante trece años.  
| Precedido por: Alfonso Carro Zúñiga 1974-1978 | Diputado de la Asamblea Legislativa de Costa Rica (1º puesto por San José) 1978-1982 | Sucedido por: Hernán Garrón Salazar 1982-1986 |